# Benzweiler

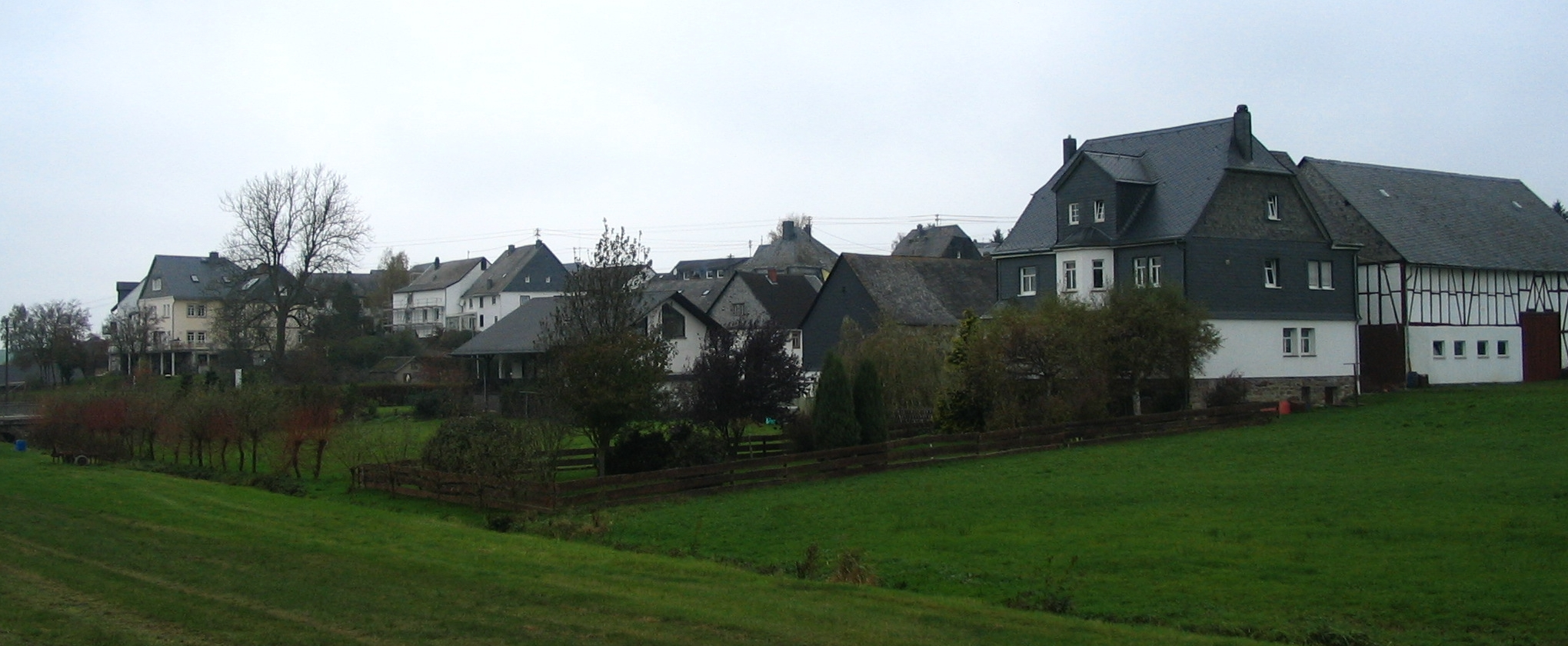
Benzweiler aus südöstlicher Richtung

Benzweiler ist eine Ortsgemeinde im Rhein-Hunsrück-Kreis in Rheinland-Pfalz. Sie gehört der Verbandsgemeinde Simmern-Rheinböllen an.

## Geographie
Benzweiler liegt nordwestlich von Rheinböllen auf dem Hunsrück. Zur Gemeinde gehören auch die Wohnplätze Antoniushof und Hubertushof.

## Geschichte
Sechs Hünengräber nordöstlich des Ortes lassen auf eine keltische Ansiedlung schließen. Mit der Besetzung des linken Rheinufers 1794 durch französische Revolutionstruppen wurde der Ort französisch, 1815 wurde er auf dem Wiener Kongress dem Königreich Preußen zugeordnet. Seit 1946 ist der Ort Teil des damals neu gebildeten Landes Rheinland-Pfalz.
Bevölkerungsentwicklung
Die Entwicklung der Einwohnerzahl von Benzweiler, die Werte von 1871 bis 1987 beruhen auf Volkszählungen:
| Jahr | Einwohner |
| ---- | --------- |
| 1815 | 126       |
| 1835 | 178       |
| 1871 | 193       |
| 1905 | 194       |
| 1939 | 169       |
| 1950 | 178       |
| 1961 | 156       |

| Jahr | Einwohner |
| ---- | --------- |
| 1970 | 168       |
| 1987 | 176       |
| 1997 | 218       |
| 2005 | 209       |
| 2011 | 202       |
| 2017 | 211       |
| 2023 | 208       |

## Politik

### Bürgermeister
Ortsbürgermeister ist Hans-Joachim Kunz (parteilos). Bei der Kommunalwahl am 26. Mai 2019 wurde er mit einem Stimmenanteil von 85,83 % in seinem Amt bestätigt. Bei der Direktwahl am 9. Juni 2024 wurde er mit 86,4 % der Stimmen ohne Gegenkandidaten erneut wiedergewählt.

### Wappen
| Wappenbild fehlt | Blasonierung: „Schild geteilt: oben in Schwarz ein rotbewehrter goldener Hahn; unten in Silber, belegt mit einem schwarzen Schildchen, darüber ein goldenes Glevenrad mit einem blauen Edelstein auf der Nabe.“ |
| Wappenbild fehlt | Wappenbegründung: Die Gemeinde Benzweiler führt bereits seit dem 17. Jahrhundert den Hahn als Ortssymbol. Das goldene Glevenrad verweist auf die vormaligen Besitzer und Landherren des Dorfes, die Herren von Schönburg auf Wesel. Diese verkauften im 15. Jahrhundert ihren Besitz an die Pfalzgrafen bei Rhein, die den Ort dem Herzogtum Simmern eingliederten. Die Zugehörigkeit zur Pfalz wird durch die Farben Schwarz und Gold dargestellt. Mit Urkunde vom 19. April 1982 wurde der Ortsgemeinde Benzweiler von der Bezirksregierung in Koblenz die Genehmigung zur Führung eines Wappens erteilt. |